# Bakary Gassama
Bakary Papa Gassama (nascut el 10 de febrer de 1979) és un àrbitre de futbol gambià., que va esdevenir internacional FIFA el 2007.
Ha arbitrat partits als Jocs Olímpics d'estiu de 2012, competició en la qual fou el quart àrbitre al partit final per la medalla d'or entre la selecció de Mèxic i la selecció brasilera.
També va arbitrar a la Copa d'Àfrica de Nacions 2012 i la Copa d'Àfrica de Nacions 2013, així com a la Classificació de la Copa del Món de futbol 2014-CAF.
El març de 2013, la FIFA el va incloure en la llista de 52 àrbitres candidats per la Copa del Món de Futbol de 2014 al Brasil. El gener de 2014, la FIFA el va incloure a la llista definitiva d'àrbitres pel mundial.